# 古平町
古平町（日语：／ Furubira chō */?）是位於北海道後志綜合振興局北部、積丹半島中部的城鎮。發源於積丹半島的古平川流經境內的中心地區，其流域佔據了大部分的面積。城鎮中心位於古平川河口的左岸，而海岸線則是佈滿斷崖跟奇石。當地以農業和漁業為主要產業，草莓栽培也相當盛行。
町名源自阿伊努語的「hure-pira」（紅色的懸崖）、「hur-pira」（坡上的懸崖）或是「kur-pira」（有影子的懸崖）。

## 人口
| 古平町人口分布圖 |                                               |  |
| 古平町與日本全國年齡別人口分布比較圖 （2005年資料） | 古平町的年齡、男女別人口分布圖 （2005年資料） |  |
| ■紫色是古平町 ■綠色是全国 | ■藍色是男性 ■紅色是女性                       |  |
| 古平町人口變化 \| 1970年 \| 7,304人 \| \| \| 1975年 \| 6,648人 \| \| \| 1980年 \| 5,901人 \| \| \| 1985年 \| 5,456人 \| \| \| 1990年 \| 4,967人 \| \| \| 1995年 \| 4,654人 \| \| \| 2000年 \| 4,318人 \| \| \| 2005年 \| 4,021人 \| \| \| 2010年 \| 3,611人 \| \| \| 2015年 \| 3,188人 \| \| \| 2020年 \| 2,745人 \| \| |                                               |  |
| 資料來源：日本總務省統計中心提供之人口普查數據 |                                               |  |
| 1970年 | 7,304人                                       |  |
| 1975年 | 6,648人                                       |  |
| 1980年 | 5,901人                                       |  |
| 1985年 | 5,456人                                       |  |
| 1990年 | 4,967人                                       |  |
| 1995年 | 4,654人                                       |  |
| 2000年 | 4,318人                                       |  |
| 2005年 | 4,021人                                       |  |
| 2010年 | 3,611人                                       |  |
| 2015年 | 3,188人                                       |  |
| 2020年 | 2,745人                                       |  |

## 歷史
- 1869年9月4日：設置開拓使古平出張所。
- 1902年4月1日：古平郡轄下古平市街、群來村、沖村、歌棄村合併為古平町，成為北海道二級町。
- 1907年4月1日：成為北海道一級町。

## 交通

### 道路
| 一般國道 - 國道229號 | 道道 - 北海道道569號蕨台古平線 - 北海道道998號古平神惠內線 |

### 客運
- 北海道中央巴士

## 觀光景點
觀光
- 觀音瀑布

## 教育
中學校
- 古平町立古平中學校

小學校
- 古平町立古平小學校